# Leverbotziekte
Leverbotziekte (ook wel distomatose of fasciolose genoemd) is een parasitaire ziekte die wereldwijd voorkomt onder herkauwers. De belangrijkste verwekker van leverbotziekte in gebieden met gematigd klimaat is de Leverbot (Fasciola hepatica), een ovale platworm van 30 × 12 millimeter, die behoort tot de trematoda.

## Ziekteverwekker of parasiet
De leverbotziekte was tot voor enkele jaren een beetje in de vergetelheid geraakt. Heel wat rundveehouders hebben de (goede) gewoonte om bij het opstallen ivermectines te gebruiken als algemene interne- en externe parasietenbestrijding. Sommigen denken dat door het breedspectrum van de ivermectines alle parasieten bestreden worden, doch leverbot is niet gevoelig voor ivermectines, waardoor deze parasiet zich de laatste decennia vrij goed heeft kunnen handhaven op veel bedrijven. 
Alhoewel verschillende leverbotsoorten bij vele diersoorten kunnen voorkomen (inclusief de mens), zijn rundvee, maar vooral schapen gastheer voor de parasiet. 
De volwassen leverbot, die zich in de galgangen van de lever bevindt, produceert talrijke eieren, 140µ bij 80 µ, die via de gal in het darmkanaal en vervolgens met de uitwerpselen in de buitenwereld terechtkomen. 
Afhankelijk van de temperatuur en de aanwezigheid van water, ontwikkelt zich binnen de 2 à 4 weken een miracidiumlarve, die in het water leeft en actief op zoek gaat naar de tussengastheer, zijnde een waterslakje: de leverbotslak (Galba truncatula). De miracidiumlarve dringt de slak binnen. In de slak gebeurt een ongeslachtelijke vermenigvuldiging door de vorming van een sporocyst (1 mm) die 5 à 8 rediae vormt (soms met dochterrediae) en zich vervolgens ontwikkelt tot het cercaria-stadium. Na deze ontwikkeling die ongeveer twee maanden duurt verlaten de cercariae de slak. De cercariae (1 mm groot, waarvan 2/3 staart) zwemmen rond en zetten zich vast op de aanwezige planten vlak onder het wateroppervlak en kapselen zich in. Deze meta-cercariae kunnen verschillende maanden besmettelijk blijven. Na opname van de besmette planten door de gastheer (voornamelijk rund of schaap), komen de jonge larvaire leverbotjes vrij in de darm. Ze doorboren de darmwand, komen in de buikholte en penetreren in de lever. Ze migreren verschillende weken door het leverweefsel, waarbij ze groeien en leverweefsel vernietigen, om uiteindelijk in een galgang te belanden, waar ze volwassen worden en eieren leggen. Bij schapen kunnen deze platwormen meerdere jaren (tot 10 jaar) in de galgangen overleven. Bij runderen zouden ze minder lang aanwezig blijven. De prepatente periode bedraagt 10 à 12 weken. De volledige cyclus duurt minimaal 17 à 18 weken.

## Besmettingswegen
Herkauwers besmetten zich voornamelijk op vochtig weiland. De aanwezigheid van waterslakjes is noodzakelijk voor het voltooien van de cyclus. Laag gelegen weiden met grachten of poelen zijn het biotoop van de leverbot. Vooral als deze graslanden ook nog regelmatig overstromen, wordt de infectiekans groter. Ook bij langdurige regenval kan voldoende water tussen de graszoden blijven staan, waarlangs waterslakjes vanuit hun oorspronkelijk biotoop uitzwermen.
Doch één natte hoek of grachtkant volstaat om leverbotproblemen te veroorzaken. Vandaar dat er reeds zware leverbotinfestaties vastgesteld zijn in heuvelachtig gebied. Namelijk op weiland waar bronnen aanwezig zijn, die permanent vochtige en drassige plekken veroorzaken.
Zware besmettingen worden vooral gezien, wanneer de dieren het oppervlaktewater (gracht, poel, bron) gebruiken om te drinken.
Waarschijnlijk worden hierdoor grotere hoeveelheden cercariae (mogelijk ook slakken) opgenomen.
Insleep op een bedrijf is mogelijk via aankoop. Ook aangekocht hooi kan besmet zijn met metacercaria cysten. Bij inkuilen van gras sterven de cysten af.

## Ziekteverschijnselen en -verloop
De hoeveelheid metacercariae die opgenomen worden over een korte periode bepalen de graad van aantasting.
Bij rundvee ziet men vaak geen acute symptomen of sterfte. Wel worden de dieren naargelang het seizoen vordert sloom en mager, met lang haarkleed. Vaak is het zo: hoe jonger de dieren hoe erger de symptomen zich manifesteren.
Ze lijden aan bloedarmoede en eiwittekort, waardoor het typische onderkaak oedeem optreedt. Runderen vormen antistoffen tegen leverbot. Deze antistoffen blijven evenwel niet lang (6 maanden) aantoonbaar.
De migrerende larven vernietigen het leverweefsel en veroorzaken bloedingen. Bij acute zware besmettingen is er ernstige schade. Migratiesporen kan men op de lever zien. Bij herhaalde en chronische besmettingen kan zelfs levercirrose ontstaan.
Weefselnecrose als gevolg van de larvairemigratie kan een gunstig (anaeroob) microklimaat doen ontstaan waarin eventuele Clostridium sporen tot ontwikkeling kunnen komen, met levergangreen tot gevolg.
Volwassen leverbotten beschadigen de galgangen, die verdikken en soms verkalken.
Schapen zijn gevoeliger voor leverbot, voornamelijk doordat ze geen weerstand na besmetting opbouwen, en de opeenvolgende infestaties dus accumuleren.
Vaak worden ze ook zwaarder besmet omdat ze korter bij de grond grazen. Bij schapen komt dan ook soms sterfte voor door leverbotaandoening. Geïnfecteerde schapen scheiden langdurig en veel wormeieren uit en doen dus de leverbot infectiedruk op de weide stijgen.

## Economische impact
Afhankelijk van de graad van leverbeschadiging, ziet men bij de aangetaste dieren een groeivertraging tot zelfs groeistilstand optreden.
Bij melkvee kan een melkproductiedaling voorkomen tijdens de acute fase van besmetting.
Door de gestoorde leverwerking en gestoorde spijsvertering ontstaat conditieverlies die resulteert in een verminderde vruchtbaarheid.
Zware infestaties kunnen de leverfunctie blijvende verminderen, waardoor blijvend productieverlies optreedt: tragere groei bij vlees- en melkvee en levenslang een lagere melkproductie.

## Detectie
Dieren die ondanks een voldoende grasvoorziening en goede maag-darmwormbehandeling of -preventie (bijvoorbeeld bolus) toch vermageren of conditieverlies vertonen (lang, ruw haarkleed), zijn verdacht. Op een goede wei met voldoende gras, moet jongvee (> 16 maanden oud) dat preventief behandeld wordt tegen maag-darmwormen een uitmuntende conditie vertonen, zo niet dan is dit een aanwijzing dat er iets mis is.
Aanwezigheid van leverbot kan men vaststellen door mestonderzoek op leverboteieren. Eieren komen evenwel niet voor tijdens de prepatente periode, 10 tot 12 weken na infectie, zodat mestonderzoek bij het begin van het eerste weideseizoen (tot 3 maanden) geen zin heeft. Daarbij leggen leverbotten niet altijd eieren, ze hebben een zeker ritme, waardoor niet altijd eieren gevonden worden. Men moet dus herhaaldelijk bemonsteren. Men zou het meest kans hebben bij staalnames in de namiddag.
De laatste jaren kan men echter leverbot bij runderen vaststellen via bloedanalyse op antistoffen.
Bij bloedonderzoek in de acute fase (prepatente periode) kan men zich baseren op een stijging van bepaalde leverenzymen (GGT).
Uit onderzoek blijkt leverbot op de meeste bedrijven in Vlaanderen aanwezig te zijn, variërend van zeer zwaar tot zeer licht besmet.
(steekproef op 42 exploitaties: geen enkel bedrijf volledig negatief getest op antistof) 

## Bestrijding
Zoals voor alle parasitaire ziekten moet men trachten de cyclus te doorbreken (beletten dat volwassen individuen ontstaan die terug eieren leggen).
De leverbot zelf kan men bestrijden met specifieke leverbotmiddelen.
Let op! De courante wormmiddelen werken niet tegen leverbot, tenzij men Albendazole in dubbele dosering toepast.
De larvaire stadia (tot 8 weken) zijn niet gevoelig voor de leverbotmiddelen. Daarom moet men ook (zeker na opstallen) twee maanden later de behandeling herhalen, zodat bij het volgende weideseizoen geen leverbot meer aanwezig is bij de dieren. Dit geldt ook voor wormmiddelen waar een leverbotmiddel aan toegevoegd is.
Op bedrijven met lichte infectiedruk (geen symptomen bij de dieren) zou men de leverbotbehandeling kunnen uitstellen tot twee maanden na opstallen, zodat slechts eenmaal  behandeld hoeft te worden.
Weidebesmetting wordt onderhouden door metacercariae die de winter overleven (kunnen niet tegen vorst), maar vooral door de tussengastheer, de slak.
Herinfectie treedt ook op via het natuurlijk reservoir gevormd door de wildfauna (hazen, konijnen, reeën, enz.).
Gezien de lange, volledige levenscyclus zijn het vooral dieren die een weideseizoen hebben dat ruim langer is dan zes maanden, en ondertussen niet zijn behandeld, die kans lopen op een zware herinfestatie.
Men moet ook trachten de tussengastheer (waterslakken) uit te schakelen. Aangezien de migrerende leverbotlarven veel schade veroorzaken en niet gevoelig zijn voor leverbotmiddelen is dit een maatregel die bij zware infectiedruk noodzakelijk is. Leverbotbehandeling met medicamenten geeft in de acute (begin)fase van een infectie geen resultaat.
De meeste slakkenverdelgingsmiddelen zijn vrij toxisch en daarom uit veiligheids- en ecologisch standpunt niet erg aan te bevelen.
Kalkcyanamide-meststof wordt nogal eens aangeprezen. Doch op plaatsen waar het product door water opgelost en verdund wordt (gracht, poel) of wegspoelt (bron) heeft het geen invloed op de slakkenpopulatie.
Droogleggen of draineren van natte gronden kan in sommige gevallen de oplossing zijn. Grachten, beken en poelen afschermen zodat de dieren er niet kunnen drinken en niet op de vochtige oevers kunnen grazen. Tegelijkertijd zuiver drinkwater ter beschikking stellen (putwater, boorput, leidingwater of voorraadtank). In verband met dit laatste, de drinkwatertank niet met beek- of rivierwater bijvullen.
Gras van weiden die besmet zijn, kan men beter maaien en inkuilen.
Laat geen schapen op een vochtige runder- of paardenweide, tenzij je ze regelmatig behandelt tegen leverbot (elke twee à drie maanden).

## Fasciolose bij mensen
In de westerse wereld is humane fasciolose uiterst zeldzaam. In bepaalde regio's met intense schaap- en veeteelt kan de prevalentie van leverbot infectie bij mensen wel zeer hoog zijn. Het wordt geschat dat wereldwijd een 2 miljoen gevallen van infectie optreden en dan voornamelijk in Bolivia, Ecuador, Egypte, Libanon en Peru. Wegens de vele gevallen die voornamelijk optreden in gebieden met beperkte medische zorgverlening kan de morbiditeit hoog oplopen maar een dodelijke afloop is eerder zeldzaam. Besmetting treedt op door het eten van besmet water, waterkers of de rauwe lever van geaffecteerde dieren. 
Ongeveer de helft van de gevallen zijn asymptomatisch. De meest voorkomende symptomen zijn koorts, buikpijn, misselijkheid en gewichtsverlies. Voornamelijk bij kinderen kan er ook ernstige bloedarmoede optreden.
De behandeling bestaat uit anthelminthica zoals Bithionol en triclabendazool. Dit zijn middelen die meestal slechts voor veterinair gebruik op de markt geregistreerd zijn.

## Bron
- info.vee.be